# New Berlin (Illinois)
New Berlin ist eine Ortschaft im Bundesstaat Illinois in den Vereinigten Staaten.
Sie besteht aus einer Ansammlung vieler Einfamilienhäuser. Die Hauptstraße durch die Stadt heißt im westlichen Teil West Illinois Street und im östlichen Teil East Illinois Street. Das U.S. Census Bureau hat bei der Volkszählung 2020 eine Einwohnerzahl von 1.381 ermittelt.

## Geografie
New Berlin befindet sich im Sangamon County des Bundesstaates Illinois und hat eine Landfläche von 1,14 Quadratmeilen (~ 3 Quadratkilometer) und keinerlei Wasserfläche.

## Infrastruktur
New Berlin verfügt über eine öffentliche Elementary School, Junior High School sowie High School. Ebenfalls verfügt es mit den Sangamon County Fair Grounds über eine großflächige Parkanlage. Ende Juli 2022 begannen Arbeiten an Highspeed-Glasfaser Leitungen für besseren Internetanschluss.